# Antriade olivâtre
Schiffornis olivacea
Espèce
Répartition géographique
Statut de conservation UICN

 LC  : Préoccupation mineure
L’Antriade olivâtre (Schiffornis olivacea) est une espèce de passereaux de la famille des Tityridae.
Son aire s'étend à travers le plateau des Guyanes jusqu'aux berges de l'Amazone.